# Katarina Lundgren-Hugg
Rut Clary Katarina Lundgren-Hugg, född 1 februari 1964 i Karlstad, är en svensk skådespelare.

## Biografi
Katarina Lundgren-Hugg växte upp i Värmland och utbildade sig vid Statens scenskola i Malmö 1989–1992. Efter examen startade hon och merparten av övriga avgångsklassen den egna Unga konstnärliga teatern i Malmö. Hon fortsatte sedan till Ensembleteatern och har därefter varit fast anställd vid Malmö stadsteater, där hon sedan debuten som "Indras dotter" i Strindbergs Ett drömspel (1990) medverkat i en mängd produktioner såsom "Lady Macbeth" i Shakespeares Macbeth, Salman Rushdies Sagornas hav, titelrollen i Schillers Maria Stuart, Franz Kafkas Förvandlingen samt Erik Gedeons/Klas Abrahamssons sångspel Ingvar! – en musikalisk möbelsaga och Min vän fascisten. Sommaren 2002 spelade hon i Värmlänningarna i Ransäter. Hon har även verkat vid Helsingborgs stadsteater,  gjort ett flertal produktioner vid Radioteatern, läst in Dagens dikt i P1 och ett flertal böcker som ljudbok samt turnerat med en egen produktion om Gustaf Fröding.
Bland flera film- och tv-roller kan också nämnas rollen som "Drottning Belawin" i SVT-serien Barda.
Hon var gift med Bill Hugg till dennes död. 

## Filmografi, i urval
- 1994 – Zorn
- 2000 – Ronny & Julia (SVT:s julkalender)
- 2001 – Send mere slik (röst i svensk dubbning)
- 2002 – Syrenernas tid
- 2003 – Capricciosa
- 2003 – Mannen som log
- 2006 – Beställningen (kortfilm)
- 2007 – Beck – Den japanska shungamålningen
- 2006–2011 – Barda (TV-serie)
- 2018 – Systrar 1968 (TV-serie)

## Teater

### Roller (ej komplett)
| År   | Roll                                        | Produktion                                                                                              | Regi                         | Teater                   |
| ---- | ------------------------------------------- | --- | ---------------------------- | ------------------------ |
| 1996 |                                             | Timmen när vi inte visste något om varandra (Die Stunde da wir nichts voneinander wussten) Peter Handke | Kim Brandstrup               | Malmö Dramatiska Teater  |
| 2000 |                                             | Vår starke man - samhällets stöttepelare (Samfundets støtter) Henrik Ibsen                              | Åsa Melldahl                 | Malmö Dramatiska Teater  |
| 2001 |                                             | Temperance Staffan Göthe                                                                                | Wilhelm Carlsson             | Malmö Dramatiska Teater  |
| 2003 |                                             | Clandestino Mia Törnqvist                                                                               | Eva Molin                    | Malmö Dramatiska Teater  |
| 2003 |                                             | Hårda bud (The Lying Kind) Anthony Neilson                                                              | Richard Looft                | Malmö Dramatiska Teater  |
| 2008 |                                             | Jenny från Hörby Dennis Magnusson                                                                       | Dennis Sandin                | Malmö Dramatiska Teater  |
| 2009 | Romy Vogtländer                             | Kvinnan från förr (Die Frau von Früher) Roland Schimmelpfennig                                          | Melanie Mederlind            | Helsingborgs stadsteater |
| 2011 |                                             | Momo och kampen om tiden (Momo) Michael Ende                                                            | Frede Gulbrandsen(da)        | Malmö stadsteater        |
| 2013 | Orontine, Célimons beundrarinna             | Misantropen (Le misanthrope) Molière                                                                    | Anna Pettersson              | Malmö Stadsteater        |
| 2015 | Fru Peachum                                 | Tolvskillingsoperan (Die Dreigroschenoper) Bertolt Brecht och Kurt Weill                                | Alexander Öberg              | Malmö stadsteater        |
| 2017 | Fru von Plessen                             | Livläkarens besök Per Olov Enquist                                                                      | Johanna Garpe                | Malmö Stadsteater        |
| 2018 | Medverkande                                 | Cringe Marmelad Amelie Nörgaard och Anna Granath                                                        | Amelie Nörgaard Anna Granath | Malmö Stadsteater        |
| 2018 | Greta Topsy Sonya Liv Ullmann Eva-Lena Ella | Monicas vals Klas Abrahamsson                                                                           | Heinrich Christensen         | Malmö Stadsteater        |
| 2019 | Emma Karen Esther May                       | Ett självmords anatomi (Anatomy of a suicide) Alice Birch                                               | Suzanne Osten                | Malmö Stadsteater        |
| 2021 | Modern                                      | Son Fader Moder Lars Norén                                                                              | Martin Rosengardten          | Malmö stadsteater        |
| 2022 | Mina Breitz                                 | Chefen Malin Axelsson                                                                                   | Maria Löfgren                | Malmö stadsteater        |
| 2025 | Mrs Burke                                   | Flickan från landet i norr                                                                              | Martin Rosengardten          | Malmö Stadsteater        |